# Erdei Anna
Erdei Anna (Budapest, 1951. január 15. –) Széchenyi- és Prima díjas magyar immunológus, az Eötvös Loránd Tudományegyetem Természettudományi Kar Biológiai Intézet tanszékvezető egyetemi tanára (Magyarország első önálló immunológiai tanszékének alapító tagja), majd az ELTE Biológiai Doktori Iskola vezetője, az Innsbrucki Egyetem címzetes egyetemi tanára, az Oxfordi Egyetem vendégkutatója, a Magyar Tudományos Akadémia rendes tagja, 2020-tól főtitkárhelyettese. Fő kutatási területe a sejtimmunológia (különös tekintettel a veleszületett immunitás elemeire, például a komplementrendszerre) és az egyes sejtmembrán-struktúrák szerkezeti és funkcionális sajátosságai. Kutatásai többek között hozzájárulnak az allergiás reakciók és a sclerosis multiplex folyamatának megértéséhez.

## Életpályája
1969-ben érettségizett a II. Rákóczi Ferenc Gimnáziumban, majd felvették az ELTE Természettudományi Kar (ELTE-TTK) biológia–kémia osztatlan tanári képzésére, ahol 1974-ben szerzett középiskolai tanári diplomát. Mesterének Gergely Jánost tekinti. Diplomájának megszerzése után az ELTE Immunológiai Tanszékének munkatársa lett. 1985-1987 között European Molecular Biology Organisation (EMBO)-ösztöndíjjal, 1997-2000 között Széchenyi professzori ösztöndíjjal kutatott. Az oktatói ranglétrát végigjárva, 1993-ban kapta meg egyetemi tanári, illetve tanszékvezetői kinevezését. 1993 és 2000 között az ELTE Bolyai Kollégiumának biológia tutoraként is dolgozott. 2000-ben a Magyar Tudományos Akadémia és az ELTE közös immunológiai tanszéki kutatócsoportjának vezetője is lett, emellett az ELTE-TTK Biológiai Doktori Iskolájának vezetőjévé is kinevezték. 1997 és 2000 között Széchenyi professzori ösztöndíjjal kutatott. 2001-ben az Innsbrucki Egyetem vendégprofesszora lett. Oktatói munkája során számos doktorandusz témavezetője volt (közülük többen díjakat nyertek).
Több külföldi egyetem és kutatási intézmény vendégkutatója volt: Oxfordi Egyetem (itt két évet töltött), Bázeli Immunológiai Intézet (másfél év), Mainzi Egyetem (hat hónap), Open University, Milton Keynes (három hónap), Robert Koch Intézet, Berlin (három hónap), Innsbrucki Egyetem (három hónap), és a Weizmann Intézet, Rehovot, Izrael (hat hónap).
1984-ben védte meg biológiai tudomány kandidátusi, 1991-ben akadémiai doktori értekezését. 1994 és 2000 között az Magyar Tudományos Akadémia közgyűlés doktori képviselője volt. A Doktori Tanács tagjává is választották két ízben 1995 és 2000 között. Az MTA Általános Immunológiai Bizottságának titkáraként dolgozott 1991-től 1997-ig, majd 2000-ig annak elnöke volt. 2004-ben az akadémia levelező, 2010-ben pedig rendes tagjává választották. 2020-ban az MTA főtitkárhelyettese lett. Akadémiai tisztségei mellett a Magyar Immunológiai Társaság alelnökévé, majd 1995-ben elnökévé választották. 2000-ben az Immunológiai Társaságok Európai Szövetsége (EFIS) főtitkárává is megválasztották (2003-ban és 2006-ban megerősítették tisztségében). Tagja az Immunológiai Társaságok Nemzetközi Szövetsége (IUIS) tanácsának. Közben 1996-ban a Magyar Huzella Alapítvány kuratóriumának elnöke, 2000-ben a Szekerke Mária Rákkutatásért Alapítvány kuratóriumának és az „Alapítvány a Magyar Felsőoktatásért és Kutatásért” Kuratóriumának tagja, 2007-ben az MTA Bolyai János Kutatási Ösztöndíj Kuratóriumának tagja, ugyanebben az évben az ELTE Természettudományi Karán Kar Kiváló Oktatója kitüntetésben részesült (2003-ban már aranyérmes mestertanár lett). 2008-ban pedig az Országos Tudományos Kutatási Alapprogramok (OTKA) élettudományi kollégiumának elnökévé választották.

## Munkássága
Fő kutatási területe a sejtimmunológia, valamint a komplementkötő sejtmembrán-struktúrák szerkezeti és funkcionális sajátosságai. Foglalkozik makrofágok és dendritikus sejtek működése, a természetes (veleszületett) és adaptív immunitás kapcsolata, allergiás folyamatok molekuláris mechanizmusával is.
Sikerült bizonyítania, hogy az allergiás reakciókban kulcsszerepet játszó úgynevezett hízósejtek aktivációját gátló peptidek az Immunglobin E monomermolekulát kötő receptorkomplex bizonyos láncához kötődve és ezzel a jelátviteli folyamatokat befolyásolva fejtik ki hatásukat. Kimutatta, hogy a humán 1-es kromoszómával kapcsolatos C1q molekula indukálja a dendritikus sejtek (csontvelői eredetű antigén-prezentáló sejt, amely elsősorban a nyirokszövetek, illetve nyirokszervek egyes területein találhatóak) érését, és fokozza azok T-limfocita-aktiváló képességét. Ezzel fontos szerepet játszik az adaptív immunválasz elindításában. A sclerosis multiplex állatmodelljét vizsgálva kimutatta, hogy a betegség kezdetének időpontjában csökkenti a tüneteket és a T-sejt-választ a komplementrendszer alacsony aktivitása.
Több mint 160 tudományos publikáció szerzője vagy társszerzője, ezekre nemzetközileg is jelentős mennyiségű, több mint 3500 független hivatkozás érkezett (H-index = 40). Több tankönyv szerkesztője. Műveit magyar, illetve angol nyelven adja ki. Két alkalommal a Mindentudás Egyeteme előadója volt.

## Családja
Házasságából 2 gyermeke született, elmondása szerint szintén kutatóként dolgozó volt férje sokat segített a munka és a család összehangolásában. Gyermekei mindketten doktori fokozatot szereztek. Lánya pszichológus Párizsban, fia informatikus Stockholmban, de magyarországi otthonát egyikük sem adta fel. Két unokája van.

## Díjai, elismerései
- Akadémiai pályadíjak (1978, 1980, 1983)
- Akadémiai Díj (megosztott, 1990)
- Eötvös Loránd-díj (1993)
- ELTE TTK Tudományos Díj (1993)
- Mestertanár Aranyérem (OTDT, 2003)
- Kar Kiváló Oktatója  (ELTE TTK, 2007)
- Pro Universitate Aranyérem (ELTE, 2008)
- Széchenyi-díj (2011)
- Prima Primissima díj (2013)

## Főbb publikációi
- Lymphocyták Fc és C3 receptorának complement dependens gátlása (társszerző, 1976, angolul is)
- Antibody-Independent Complement Activation on the Surface of Cells (társszerző, 1980)
- Immune-Complex-Induced Transglutaminase Activation – Its Role in the FC-Receptor-Mediated Transmembrane Effect on Peritoneal-Macrophages (társszerző, 1981)
- Antisera to Gamma-Aminobutyric Acid 1. Production and Characterization Using a New Model System (társszerző, 1985)
- Interferon-Gamma Induces Synthesis of Complement Alternative Pathway Proteins by Human-Endothelial Cells in Culture (társszerző, 1988)
- The Role of C3 in the Immune-Response (1991)
- New Aspects of Complement Structure and Function (szerk., 1994)
- Természetes immunitás (1998)
- Immunbiológia (Gergely Jánossal, Medicina Kiadó, 1998)
- Környezet és egészség, civilizációs betegségek: Az immunrendszer működésének alapjai (1999)
- A természetes immunitás hatalma (2003)
- Rhinophototherapy: A New Therapeutic Tool for the Management of Allergic Rhinitis (társszerző, 2005)
- Immunológiai módszerek (szerk., Medicina Kiadó, 2006)
- Immunológia Archiválva 2020. április 28-i dátummal a Wayback Machine-ben (szerk., Medicina kiadó, 2012)